# 新西兰商业、创新和就业部
新西兰商业、创新和就业部（英語：Ministry of Business, Innovation and Employment，简称MBIE）是新西兰政府的一个公共服务部门，负责对新西兰的经济生产和商业成长提出政策、服务、建议和法规。

## 历史
MBIE成立于2012年1月，由建筑和住房部、劳工部、经济发展部和科学与创新部合并而成。
2018年10月，MBIE的住房和社会政策、基金及监管职能被移交给新成立的住房和城市发展部。

## 组织
MBIE设有八个單位，分别负责移民、企业管治与资讯、建筑与资源和市场、劳工与科学和企业、市场服务。